# Seymour (Connecticut)
Seymour és una població dels Estats Units a l'estat de Connecticut. Segons el cens del 2005 tenia 16.144 habitants.

## Demografia
Segons el cens del 2000, Seymour tenia 15.454 habitants, 6.155 habitatges, i 4.210 famílies. La densitat de població era de 409,5 habitants/km².
Dels 6.155 habitatges en un 31,8% hi vivien nens de menys de 18 anys, en un 55,5% hi vivien parelles casades, en un 9,5% dones solteres, i en un 31,6% no eren unitats familiars. En el 26,8% dels habitatges hi vivien persones soles el 10,8% de les quals corresponia a persones de 65 anys o més que vivien soles. El nombre mitjà de persones vivint en cada habitatge era de 2,49 i el nombre mitjà de persones que vivien en cada família era de 3,05.
Per edats la població es repartia de la següent manera: un 23,9% tenia menys de 18 anys, un 6,3% entre 18 i 24, un 32,6% entre 25 i 44, un 22,9% de 45 a 60 i un 14,4% 65 anys o més.
L'edat mediana era de 38 anys. Per cada 100 dones de 18 o més anys hi havia 92 homes.
La renda mediana per habitatge era de 52.408 $ i la renda mediana per família de 65.012 $. Els homes tenien una renda mediana de 46.171 $ mentre que les dones 32.186 $. La renda per capita de la població era de 24.056 $. Aproximadament el 3,6% de les famílies i el 3,7% de la població estaven per davall del llindar de pobresa.